# Rajputana (Schiff)
Die Rajputana war ein 1926 in Dienst gestelltes Passagierschiff der britischen Reederei Peninsular and Oriental Steam Navigation Company (P&O), der im Passagier- und Postverkehr zwischen London und Bombay eingesetzt wurde. Ab 1939 wurde sie mit der taktischen Kennung F35 als Hilfskreuzer im Zweiten Weltkrieg genutzt, bis sie am 13. April 1941 bei Island von einem deutschen U-Boot versenkt wurde.

## Geschichte
1923 ließ P&O im Rahmen eines Nachkriegsaufbauprogramms vier neue Passagierschiffe auf Kiel liegen. Dies waren die vier Ozeandampfer der so genannten R-Klasse, die nach Städten und Regionen in Indien und Pakistan benannt wurden. Die Ranpura (1925, 16.688 BRT) und die Ranchi (1925, 16.650 BRT) wurden bei der Werft Hawthorn, Leslie & Company in Newcastle upon Tyne und die Rawalpindi (1925, 16.695 BRT) und die Rajputana bei Harland & Wolff Heavy Industries Ltd. in Greenock, einer Nebenstelle der Belfaster Werft Harland & Wolff, gebaut. Die 166,72 Meter lange und 21,64 Meter breite Rajputana lief als drittes der Schiffe am 6. August 1925 vom Stapel. Die Fertigstellung erfolgte am 30. Dezember 1925.
Die Schiffe der R-Klasse hatten einen Rauminhalt von über 16.000 Bruttoregistertonnen, eine Tragfähigkeit von über 8000 Tonnen und waren mit vierzylindrigen Vierfachexpansions-Dampfmaschinen ausgestattet, die eine maximale Reisegeschwindigkeit von 17 Knoten ermöglichten. Sie hatten je zwei Propeller, zwei Masten und zwei Schornsteine. Sie wurden für den Transport von Passagieren, Fracht und Post von London nach Bombay und zurück via Mittelmeer und Sueskanal (India Mail and Passenger Service) gebaut und waren die ersten Schiffe von P&O, die für den Transport von tiefgefrorenen Lebensmitteln ausgerüstet waren. An Bord war Platz für 307 Passagiere der Ersten und 288 der Zweiten Klasse. Mittschiffs auf dem A-Deck befanden sich die Lounge, der Rauchsalon und der Musiksalon der Ersten Klasse. Die Aufenthaltsräume der Zweiten Klasse befanden sich im hinteren Teil des A-Decks und auf dem B-Deck. Für die Innenausstattung der vier Schiffe war größtenteils die Dekorateurin, Pilotin und Schauspielerin Lady Elsie Mackay (1893–1928) verantwortlich. Sie war die jüngste Tochter des P&O-Vorsitzenden James Mackay, 1. Earl of Inchcape.

## Einsatz im Zweiten Weltkrieg
Am 4. September 1939 wurde die Rajputana von der britischen Admiralität als Hilfskreuzer (Armed Merchant Cruiser) angefordert und im Dezember 1939 in Dienst gestellt. Auch mit ihren drei Schwesterschiffen wurde so verfahren. Das Schiff wurde zu seiner Verteidigung mit acht 152-mm-Kanonen und zwei 76-mm-Kanonen versehen. Während der Atlantikschlacht begleitete die Rajputana unter dem Kommando von Kapitän Frederick H. Taylor mehrere Schiffskonvois von Bermuda und Halifax.
Im April 1941 befand sich die Rajputana unter dem Kommando von Kapitän Cyril Thomas Oswald Richardson (45) als Teil des Konvois HX 117 auf dem Nordatlantik. Am 9. April verließ sie den Konvoi, da sie auf eine Patrouillenfahrt in die Dänemarkstraße geschickt wurde. Am 11. April um 9:45 Uhr wurde das Schiff von U 108 gesichtet, einem U-Boot der deutschen Kriegsmarine, das sich unter dem Kommando von Fregattenkapitän Klaus Scholtz auf seiner zweiten Feindfahrt befand. U 108 nahm die Verfolgung der Rajputana auf, die bei hoher Geschwindigkeit einen Zickzackkurs fuhr und mitunter 180-Grad-Wendungen durchführte. Die Verfolgung wurde durch Schnee, Packeis und Probleme mit dem Periskop zusätzlich erschwert.
Die ersten beiden abgeschossenen Torpedos um 18:08 Uhr am 11. April gingen daneben, ebenso die nächsten beiden um 20:46 Uhr am 12. April sowie der fünfte um 07:40 Uhr am 13. April. Der sechste Torpedo war jedoch ein Treffer und schlug in das Heck der Rajputana ein, die daraufhin das Feuer auf das U-Boot eröffnete. An Bord des Schiffs brach Feuer aus. Zwei weitere Torpedos wurden in kurzer Folge abgefeuert, von denen wiederum einer ein Fehlgänger war. Die Rajputana sank nach 9:30 Uhr über das Heck mit einer schweren Schlagseite nach Backbord (Position 65° 50′ N, 27° 25′ W). Kapitän Richardson, vier Offiziere und 35 untere Ränge kamen durch die Versenkung ums Leben. Die 283 Überlebenden wurden von dem Zerstörer Legion aufgenommen und nach Reykjavík gebracht. Die Rajputana war das größte der 26 von U 108 versenkten Schiffe.